# 三城城
三城城（さんじょうじょう）は、長崎県大村市三城町（肥前国彼杵郡大村武部郷）にあった戦国時代から江戸時代初期の日本の城。

## 概要
大村市の中心部近く、JR大村線の山側にある。東の多良山系から続く丘陵の末端部に造られた平山城で、南の本堂川を堀代わりとしている。
縄張りは本丸、二の郭、三の郭の3つの主要な曲輪が深く掘られた横堀（空堀）で分けられており、城名はこの縄張りに由来するものといわれる。
九州新幹線西九州ルート（長崎ルート）建設に先立ち、大村市乾馬場町905番地5戸周辺で埋蔵文化財の発掘調査が行われたところ、中世に設けられた街区に沿って城下町の遺構が確認された。掘立柱の跡から建物の並びがわかり、柱の穴（ピット）や土坑をたどり、遺構は掘立柱建物9棟、柵列5条が復元できた。井戸端と周辺から出土した陶磁器のかけらは多く、伊万里焼の初期の例が中心であった。

## 沿革
大村氏はそれまで中世からの大村館（城の北西、乾馬場町付近）に居していたが、キリシタン大名としても知られる大村純忠がこの地に本格的な城郭を造営することとし、1564年（永禄7年）に築城成った三城城に移った。1572年（元亀3年）には純忠と対立していた武雄領主の後藤貴明、諫早の西郷氏、平戸の松浦氏らに城を包囲されたが純忠以下寡兵ながら持ちこたえ、援軍を待って包囲を解かせたことがあった。大村家では後年、これを「三城七騎篭り」と称した。
純忠の跡を継いだ嫡男の喜前は大村藩の初代藩主に任じられた人物で、1599年（慶長4年）に玖島城を新たに築いて移り、三城城は大村氏本城としての役目を終える。1637年（寛永14年）に江戸幕府の命により城は完全に破却され廃城となった。
現在、JR大村駅から長崎県営バスでおよそ5分の本丸跡には長崎県忠霊塔（1934年建立）と霊苑がある。また、城地内の一部が富松神社と三城神社の境内となっている。城は石垣づくりの技法を導入する前の建造物であり、遺構として空堀と土塁の一部が残るのみである。

## 発掘調査
遺構調査により、建物と柵を図面上で復元できた。なかでも大型の建物は梁間3間超×桁行6間、梁間長6.1m超×桁行長10.8mであったと確認されている。
SB03と名付けられた遺構から、五輪塔の火輪を逆さまに配置し、柱を支える礎盤石に流用した例、棟持ち柱と推測できる穴も発掘された。またその建物跡から国内産と見られる焙烙やこね鉢などの生活用具のかけらも見つかり、赤絵の小さな杯や植木鉢など肥前で生産された陶磁器に加えて、中国から輸入したと考えられる白磁に青い釉薬で装飾した合子（ごうす）の蓋や輪花模様の皿ほかが発見された。